# عنکبوت‌های مورچه‌گیر
عنکبوت‌های مورچه‌گیر (نام علمی: Zodariidae) نام یک تیره از infraorder تارتنک‌ریختان است.این عنکبوت به اندازه کوچک و متوسط بوده که دارای هشت چشم  و تقریباً در تمام  نقاط جهان که گرم و مرطوب میباشند یافت میشودهرچند بعضی از گونه های آن در آمریکای شمالی نیز زندگی میکنند.